# Пам'ятник Миколі Яковченку (Прилуки)
Пам'ятник знаному українському театральному і кіноакторові Народному артисту України прилучанину Миколі Федоровичу Яковченку урочисто відкритий 17 травня 2008 року. Він є практично копією (з деякими цікавими відмінностями) пам'ятника артистові (2000) біля київського театру, де він працював, і виконаний тим же автором — Народним художником України В. А. Чепеликом.